# Expedición de Targa (1490)
La expedición portuguesa de la Targa tuvo lugar en 1490 cuando una flota portuguesa comandada por Dom Fernando de Meneses saqueó la ciudad de Targa, un conocido paraíso pirata en Marruecos. En la misma ocasión, Dom Fernando saqueó la ciudad montañosa marroquí de Comice.

## Historia
Los portugueses ocuparon Ceuta en 1415 en la Conquista de Ceuta . En 1490, el rey Juan II preparó una expedición contra el qaid marroquí de Chauen Ali Ibn Rashid al-Alam ("Barraxa" en portugués), y confió el mando al hijo del marqués de Vila Real, Dom Fernando de Meneses, a quien le proporcionó con 50 barcos.  Habiendo hecho escala en Gibraltar, envió un mensaje al capitán de Ceuta, Dom Fernando de Meneses  (que era su hermano) que desembarcaría en esa ciudad en breve para atacar Chauen, pero Dom António lo disuadió de emprender la campaña, que consideró poco práctica.  En cambio, persuadieron a Dom Fernando para que atacara la ciudad de Targa, que era un conocido refugio de piratas al sureste de Ceuta.   A la que se unieron algunos voluntarios españoles, la expedición finalmente contó con 130 caballos y 1.870 pies. 
Tan pronto como la flota avistó Targa, el asentamiento fue evacuado por sus habitantes, dejando tras de sí un amplio botín.  Los portugueses desembarcaron, capturaron 25 barcos, 370 personas,  armas, incluidos cañones, liberaron a varios prisioneros de guerra cristianos y arrasaron la ciudad junto con los campos agrícolas circundantes. 
Insatisfecho con el ataque a Targa, Dom Fernando más tarde ese año unió fuerzas con los capitanes portugueses de Tánger y Alcazarseguir para saquear una ciudad en las montañas del Rif que los portugueses identificaron como Comice .  Con un ejército de 400 caballos y 1200 pies, los portugueses saquearon la ciudad y capturaron un amplio botín, incluidas 100  o 1000   personas, ganado y caballos.  40 portugueses murieron en la acción. 